# Chenopodioideae
Chenopodioideae  é uma  subfamília botânica da família Amaranthaceae.
Ela serve como uma das principais fontes de alimentação de algumas espécies de camelo, como o dromedário.

## Gêneros
Acroglochin - Agathophora - Agriophyllum - Alexandra - Allenrolfea - Anabasis - Anthochlamys - Aphanisma - Archiatriplex - Arthocnemum - Arthrophytum - Atriplex - Axyris - Baolia - Bassia - Beta - Bienertia - Blitum - Borsczowia - Camphorosma - Ceratocarpus - Chenopodium - Climacoptera - Corispermum - Cornulaca - Cremnophyton - Cyathobasis - Cycloloma - Didymanthus - Dissocarpus - Einadia - Enchylaena - Eremophea - Eriochiton - Exomis - Fadenia - Fredolia - Gamanthus - Girgensohnia - Grayia - Hablitzia - Halanthium - Halarchon - Halimione - Halimocnemis - Halocharis - Halocnemum - Halogeton - Halopeplis - Halosarcia - Halostachys - Halothamnus - Haloxylon - Hammada - Heterostachys - Holmbergia - Horaninovia - Iljinia - Kalidium - Kirilowia - Kochia - Krascheninnikovia - Lagenantha - Maireana - Malacocera - Manochlamys - Microcnemum - Microgynoecium - Monolepis - Nanophyton - Neobassia - Nitrophila - Noaea - Nucularia - Ofaiston - Oreobliton - Osteocarpum - Pachycornia - Panderia - Petrosimonia - Physandra - Piptoptera - Polycnemum - Rhagodia - Raphidophyton - Roycea - Salicornia -  - Sarcocornia - Scleroblitum - Sclerochlamys - Sclerolaena - Sclerostegia - Seidlitzia - Sevada - Spinacia - Stelligera - Suaeda - Suckleya - Sympegma - Tecticornia - Tegicornia - Teloxys - Threlkeldia - Traganopsis - Traganum - Zuckia